# Friedrich August Meinel (Flötist)
Friedrich August Meinel (* 1827; † 1902) war ein deutscher Flötist, Kammermusiker in der Königlichen Hofkapelle Dresden und Musikpädagoge. Er darf nicht mit dem gleichnamigen, aus dem Vogtland stammenden Geigen- und Gitarrenbauer Friedrich August Meinel (1800–1867) verwechselt werden.

## Leben und Werk
Friedrich August Meinel wurde von Anton Bernhard Fürstenau ausgebildet. Neben Flöte studierte er Violine und Klavier. Er war der Lehrer des Flötisten Maximilian Schwedler.